# Креативна Європа

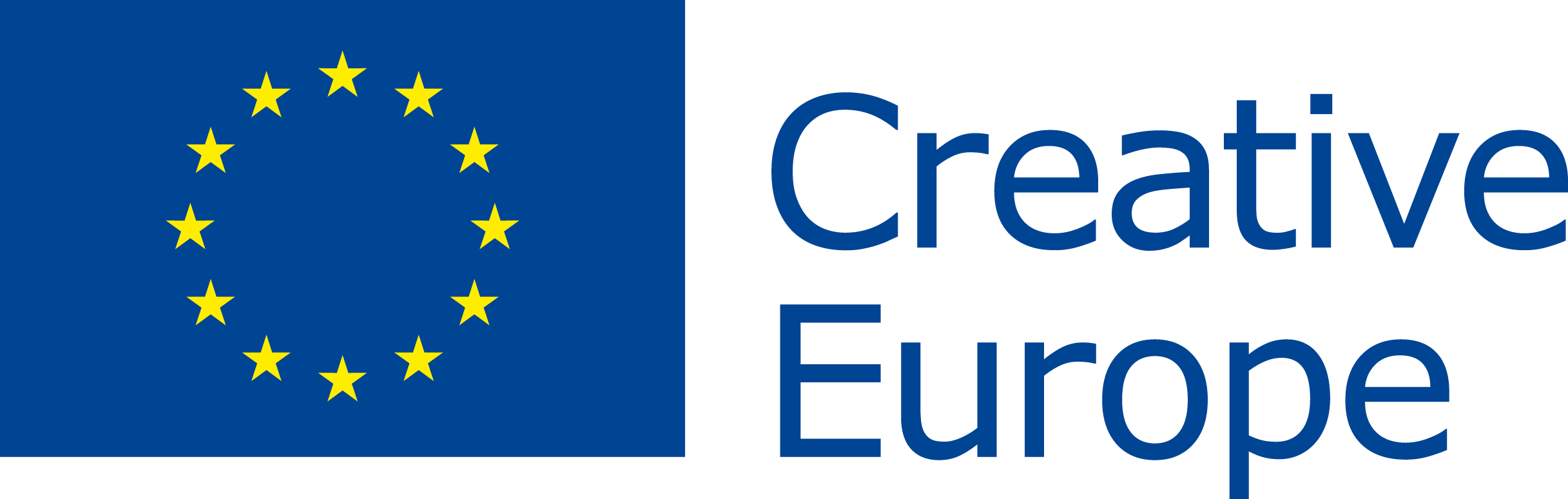
Англомовний логотип програми Європейського Союзу «Креативна Європа»

Креати́вна Євро́па (Creative Europe) — програма Європейського Союзу з бюджетом 1,46 млрд € в галузі культури на 2014—2020 роки. Програму затверджено  Європейським парламентом 19 листопада 2013 і прийнято Європейською радою 3 грудня 2013. Програма стартувала 1 січня 2014. 650 депутатів Європарламенту (MEPs) підтримали цю програму, 32 проголосували «проти» і 10 утримались.
Метою програми є розвиток сектору культурних і креативних індустрій в країнах Європи, посилення конкурентоспроможності європейської аудіовізуальної продукції, а також забезпечення промоції і захисту культурного та мовного розмаїття.

## Про програму
«Креативна Європа» складається із трьох підпрограм:
- «Культура», в рамках якої передбачено просування креативного та культурного секторів;
- «Медіа», що забезпечує підтримку розвитку та поширення аудіовізуальних творів.
- «Міжсекторальна співпраця» — це окрема стаття бюджетних витрат в рамках програми «Креативна Європа», цілями якої є: заснування інструменту полегшення доступу культурному і креативному секторам до джерел фінансування шляхом надання гарантій; заохочення міжнаціональної політичної взаємодії з метою заохочення обміну досвідом і ноу-хау стосовно нових бізнес-моделей; підтримка мережі національних Бюро програми «Креативна Європа».

«Креативна Європа» надає фінансову підтримку проєктам, які відповідають пріоритетам програми, а саме:
- міжнародна мобільність;
- розвиток аудиторії;
- нові бізнес-моделі;
- перехід до використання цифрових технологій;
- тренінги та освіта;
- культурна спадщина;
- міжкультурний діалог, сприяння соціальній інтеграції мігрантів та біженців.

Всього в програму «Креативна Європа» входить 41 країна:
- Усі країни Європейського Союзу;
- Асоційовані члени ЄС;
- Албанія, Боснія і Герцеговина, Вірменія, Македонія, Грузія, Ісландія, Норвегія, Молдова, Чорногорія, Сербія, Туніс, Україна.

## Фінансування
Бюджет Креативної Європи становить 1,46 млрд € на 7 років, що на 9 % більше в порівнянні з попереднім бюджетом. Передбачено фінансування 250 тисяч митців і культурних діячів, 2000 кінотеатрів, 800 фільмів і 4500 літературних перекладів.
56 % бюджету припадатиме для фінансування Медіа і 31 % — для кінематографу та візуальних та виконавських мистецтв. Зазначені частки відповідають розподілу коштів, що практикувався раніше.
До 13 % бюджету припадатиме на фінансування міжсекторних програм, включно з новим бюро Креативної Європи («Creative Europe Desks») і гарантійного фінансування, починаючи з 2016 року. Програма також передбачає нові механізми фінансового гарантування для невеликих культурних та творчих компаній у розмірі до 750 млн €, метою програми є розділення ризиків по банківських кредитах.

## Підпрограма «Культура»
Підпрограма «Культура», як частина програми «Креативна Європа», передбачає просування креативного та культурного секторів.
На підпрограму «Культура» було виділено близько 31 % бюджету програми Креативна Європа. Вона направлена на просування культурного й креативного секторів (театр, література, музика та ін.).
Підтримка сектору культури спрямована як на захист та підтримку європейської культурної спадщини, так і на підтримку культурних і креативних індустрій, що дає можливість стимулювати їх зростання та розвиток.

#### Пріоритети підпрограми «Культура»
- Міжнародна мобільність митців та інших професіоналів ККІ;
- Розвиток аудиторії;
- Розвиток навичок цифрових технологій, що сприяють їх використанню на різних етапах: від виробництва продукції до розповсюдження та споживання;
- Розвиток нових бізнес-моделей (підвищення рівня знань щодо ведення бізнесу зі сторони ККІ);
- Проведення тренінгів та навчання (нові знання та навички для ККІ);
- Міжкультурний діалог, сприяння соціальній інтеграції мігрантів та біженців;
- Підтримка Європейського року культурної спадщини.

### Проєкти міжнародної співпраці[8]
Конкурс підтримує проведення транснаціональних проєктів співпраці у секторі культурних та креативних індустрій протягом максимум чотирьох років.
Маломасштабні проєкти
- Щонайдовше 48 місяців;
- Щонайменше 3 партнера принаймні з 3 країн «Креативної Європи»;
- Максимум 60 % від загального обсягу коштів, передбачених на проєкт;
- До 200 000 євро на проєкт.

Великомасштабні проєкти
- Щонайдовше 48 місяців;
- Принаймні 6 партнерів з 6 країн «Креативної Європи»;
- Максимум 50 % від загального обсягу коштів, передбачених на проєкт;
- До 2 млн євро на проєкт.

### Художній переклад[9]
Забезпечує підтримку ініціатив з перекладу і популяризації художніх творів через ринки ЄС, сприяння доступу читачів до високоякісної європейської художньої літератури. Підпрограма надає кошти видавцям для перекладу, публікації та просування пакету творів (не менше 3 і не більше 10) художньої літератури. Переклад повинен бути з або на офіційну мову країн"Креативної Європи". Вітаються переклад та просування книг українських авторів англійською, французькою, німецькою або іспанською мовами, або європейської літератури українською мовою. Також вітається переклад лауреатів Літературної премії Європейського Союзу.
Дворічні проєкти
- До 2-х років;
- Надається підтримка у роботі з перекладу серії з 3-10 художніх творів, які відповідають вимогам конкурсу, з однієї європейської мови на іншу;
- Грант може надаватися одному видавництву;
- Максимум 50 % від загального обсягу коштів, передбачених на проєкт;
- До 100 000 євро на проєкт.

### Європейські мережі[10]
Програма «Креативна Європа» надає підтримку європейським мережам, маючи на меті допомогти культурному та креативному секторам діяти на транснаціональному рівні та зміцнити свою конкурентоспроможність.
Ця схема допомагає фінансувати європейські мережі, що здійснюють:
- Заходи по зміцненню культурного та креативного секторів шляхом забезпечення їх кадрів особливими навичками та досвідом, включаючи адаптацію до цифрових технологій;
- Заходи, що дозволяють працівникам культурного та креативного секторів налаштувати співпрацю на міжнародному рівні та розширити свій вплив у Європі та за її межами;
- Заходи по зміцненню європейських культурних і творчих організацій, а також міжнародної мережі, які можуть створювати нові професійні можливості.

### Європейські платформи[11]
Канал фінансування використовують для спільного фінансування культурних і креативних організацій, що сприяють творчості та діяльності європейських авторів творів та інших діячів культури та мистецтва, через виключно загальноєвропейські програми. Передбачається досягти свого роду структурованості сектора, тому перевага у плані підтримки надаватиметься обмеженій кількості платформ.
Фінансова підтримка європейських платформ, що здійснюють такі заходи:
- Сприяння мобільності та впізнаваності творців та виконавців — зокрема тих, кому не вистачає міжнародного досвіду;
- Стимулювання загальноєвропейського програмування культурних та мистецьких заходів з метою полегшення доступу до ненаціональних європейських виробів мистецтва через міжнародні тури, події, виставки та фестивалі тощо;
- Сприяння розвитку аудиторії та забезпечення впізнаваності європейських цінностей та культури.

### Music Moves Europe[12]
«Music Moves Europe» (MME) є рамковою підпрограмою Європейської комісії на підтримку музичного сектора. Вона була розроблена на основі низки зустрічей з представниками індустрії, які відбувались, починаючи з 2015 року. Після чого підпрограма «Music Moves Europe» була запущена як стратегічна ініціатива Комісії і зараз загалом виконує функції підтримки музичного сектора ЄС.

#### Співпраця малих концертних залів
Загальна мета цього конкурсу — збільшити здатність концертних залів залишатися конкурентоспроможними у мінливих ринкових та регуляторних умовах. Ця можливість покликаний сприяти сталому розповсюдженню живої музики через співпрацю між малими та середніми концертними залами з метою стимулювання інноваційних моделей співпраці, підвищення ролі та активності локальних організацій у місцевій громаді.
Розмір підтримки:
- До 70 тис. євро для проєктів, які складаються з мінімум 4 партнерів та зареєстровані у мінімум 3-х різних країнах-учасницях підпрограми «Культура»;
- До 50 тис. євро для проєктів, які складаються з мінімум 3 партнерів та зареєстровані у мінімум 2-х різних країнах-учасницях підпрограми «Культура»;
- До 30 тис. євро для проєктів, які складаються з мінімум 2 партнерів;
- До 30 тис. євро для проєктів, незалежно від кількості партнерів, які зареєстровані у одній країні.

Максимальний розмір співфінансування складає 90 % від загального обсягу коштів, передбачених на проєкт.

#### Підвищення професійного рівня та тренінги
Загальна мета цього конкурсу — визначити та підтримати щонайменше 10 інноваційних та стійких пілотних навчальних програм для молодих музикантів та професіоналів у музичному секторі, які працюють на європейському рівні. Ці навчальні програми (тренінги) повинні покращити потенціал сектору та сприяти його професіоналізації.
Висновки за результатами роботи за цим конкурсом допоможуть розробити інтегровану стратегію музичної підтримки в якості нового елементу наступної програми «Креативна Європа» після 2020-го року. Вона покликана сприяти розвитку європейського розмаїття та таланту, конкурентоспроможності сектору, а також розширенню доступу громадян до музики у всій її різноманітності.
Розмір підтримки:
- Максимум 80 % від загального обсягу коштів, передбачених на проєкт.
- До 90 тис. євро на проєкт.

## Підпрограма «Медіа»
Підпрограма «Медіа» підтримує інституційний розвиток представників європейського аудіовізуального сектора, сприяє їх виходу на міжнародний ринок, підтримує наднаціональну дистрибуцію творів та підвищує фінансову спроможність організацій для забезпечення їх сталості та збалансованого географічного покриття.
Пріоритети підпрограми:
- Надання фінансової підтримки проєктам з виробництва, поширення та популяризації кіно- та аудіовізуальної продукції
- Забезпечення виходу повнометражних художніх, анімаційних фільмів, телесеріалів, документальних фільмів та нових медіа, які мають наднаціональний потенціал, на нові ринки поза межами національних і європейських кордонів
- Сприяння реалізації проєктів європейського масштабу та розвитку нових технологій

Підпрограма включає в себе наступні напрямки:
До того моменту, поки Україна не завершить процедуру з приведення національного законодавства в аудіовізуальній сфері у відповідність до законодавства ЄС, участь організацій з України в якості головного партнера у конкурсах в рамках підпрограми «Медіа» обмежуватиметься лише такими напрямками, як «Тренінги», «Кінофестивалі», «Кіноосвіта» і «Доступ до ринків».

### Тренінги[13]
Цей конкурс покликаний підтримати тренінги для розвитку професіоналів аудіовізуальної сфери, щоб підвищити їх експертизу у наступних сферах:
- Розвиток аудиторії, маркетинг, промо, нові моделі дистрибуції та їх розробка, включаючи такі, які використовують новітні цифрові технології та нові моделі задля розширення аудиторії;
- Фінансовий та комерційний менеджмент з фокусом на збільшення можливостей доступу до фінансів, фінансових інструментів та нових бізнес-моделей;
- Розвиток та виробництво аудіовізуальних робіт, які включають в себе інновації та нові форми контенту, обмін досвідом та можливості для нетворкінгу;
- Інтеграцію нових можливостей, які пропонують цифрові технології задля забезпечення адаптації до останніх умов ринку.

Активності можуть мати формат воркшопів та/або тренінгів та залучати інструменти промо через вже перевірені методи або тестування інноваційних методів через використання найновіших цифрових технологій.
Розмір підтримки:
Грант може дофінансувати максимально 60 % загальних витрат європейських проєктів або до 80 % загальних витрат міжнародних проєктів.

### Кіноосвіта[14]
За цим конкурсом підтримуються проєкти, які забезпечують кращі механізми співпраці між ініціативами з кіноосвіти в Європі. Їх метою є підвищення ефективності та загальноєвропейське поширення аудіовізуальних робіт, розробка інноваційних проєктів та використання цифрових технологій. Цільовою аудиторію за цим конкурсом мають бути молоді люди до 19 років.
Очікується впровадження механізму поширення Європейських фільмів та аудіовізуальних робіт з освітньою метою, що включає в себе створення навчального каталогу фільмів. Він має складатись із щонайменше 50 % європейських фільмів.
Цей конкурс вимагає наявність мінімум 3 партнерів, де 2 партнери мають бути із аудіовізуального сектора. Вони мають бути зареєстрованими в трьох різних країнах «Креативної Європи» учасницях підпрограми «Медіа» [Архівовано 23 серпня 2020 у Wayback Machine.] та покривати мінімум 3 мови.
Розмір підтримки:
За цим конкурсом співфінансування може досягати 70 % від загального бюджету проєкту і становити мінімум 200 тис.євро.

### Кінофестивалі[15]
Програма «Креативна Європа» щороку надає підтримку у проведенні більше 100 європейських фестивалів, що славляться своєю різноманітною програмою фільмів, із залученням широкої громадськості та великої кількості фахівців.
Підтримка може надаватись за двома опціями:
Опція 1:
Підтримка кінофестивалів. В них має бути щонайменше 70 % від всієї програми або 100 повнометражних (або 400 короткометражних) художніх фільмів із країн-учасниць підпрограми «Медіа» [Архівовано 23 серпня 2020 у Wayback Machine.]. Щонайменше 50 % кінострічок фестивалю повинні бути з інших країн (поза країною заявника) із щонайменше із 15 країн-учасниць підпрограми «Медіа». Максимальний термін підтримки — 12 місяців.
Розмір підтримки:
Грант буде розрахований як єдиний платіж в залежності від кількості європейських фільмів у програмі. Розмір підтримки знаходиться в межах від 19 тис. до 75 тис. євро
Опція 2:
Підтримка надається європейським мережам кінофестивалів. Допустимі активності за цим конкурсом:
- Координація членів мережі та їх діяльності, що стосується їх розвитку (наприклад, спільні заходи; обмін ноу-хау та інформацією; спілкування серед членів);
- Надання фінансової допомоги третім сторонам (членам мережі) на реалізацію спільних заходів, які підходять під пріоритети конкурсу (максимально дозволена допомога члену може становити 30 тис.євро).

Розмір підтримки:
Грант може досягати 80 % від загального бюджету проєкту, але не більше 180 тис. євро.

### Доступ до ринків[16]
Підтримку можуть отримати щорічні заходи та активності, призначені для полегшення доступу до ринків європейських професіоналів, які працюють у сфері аудіовізуального мистецтва. За цим конкурсом підтримка може надаватись активностям, які відбуваються у та поза межами країн «Креативної Європи» учасниць підпрограми «Медіа» [Архівовано 23 серпня 2020 у Wayback Machine.]. Для підтримки буде обрано аплікантів, які відповідають хоча б одній із двох Опцій:
Опція 1: Заходи B2B* для європейських професіоналів аудіовізуальної діяльності (Action 1)
Опція 2: Діяльність з промо моделі B2B для європейських робіт, які мають початись між 01.07.2020 and 30.06.2021 (Action 2)
Максимальна тривалість проєкту має складати 12 місяців.
B2B (Business-to-Business) — заходи, спрямовані на конкретну професійну аудиторію та юридичних осіб, які працюють не з кінцевим споживачем, а з компаніями, тобто з іншим бізнесом.
Розмір підтримки:
Для заходів, які проходять у країнах «Креативної Європи» заявник може запросити до 60 % від загального бюджету проєкту (відповідно, 40 % потрібно буде дофінансувати із власних коштів).
Для заходів, які проходять у всіх інших країнах заявник може запросити до 80 % від загального бюджету проєкту (відповідно, 20 % потрібно буде дофінансувати із власних коштів).

### Міжнародні фонди спільного виробництва (копродукція)[17]
Видами діяльності фонду копродукції, які можуть отримати підтримку, є надання фінансової допомоги третім сторонам на проєкти, що підходять під наступні критерії:
- Реалізація конкретної стратегії промоції, яка націлена на краще поширення підтримуваного аудіовізуального твору. Він повинен бути розповсюдженим принаймні у 3 країнах, де одна є учасницею підпрограми «Медіа», а інші — треті країни «Креативної Європи».

Розмір підтримки:
Заявник може запросити до 80 % від загального бюджету проєкту (відповідно, 20 % потрібно буде дофінансувати із власних коштів), що може становити до 500 тис. євро.  

### Розробка європейських відеоігор[18]
Цей конкурс підтримує розробку відеоігор (від концепції до першої версії відтворюваного прототипу), незалежно від платформи чи очікуваного способу розповсюдження, які призначені для комерційного використання.
У заявку можуть бути включені лише ті активності, які стосуються фази розробки проєкту. В них мають бути присутні наративні відеорозповіді протягом усієї гри, а не тільки на початку або в кінці. В даному разі вид платформи або метод розповсюдження гри не має значення.
Заявники також мають володіти більшістю прав на проєкт, який подається на цей конкурс.
Дата початку виробництва гри має бути запланована не раніше, ніж за 8 місяців після дати подання заявки на конкурс.
Розмір підтримки:
Заявник може запросити до 50 % від загального бюджету проєкту (відповідно, 50 % потрібно буде дофінансувати із власних коштів) і сума гранту може становити від 10 тис. до 150 тис. євро.

### Виробництво аудіовізуальної продукції— один проєкт[19]
За цим конкурсом здійснюється підтримка європейських незалежних компаній, які прагнуть розробити проєкт з міжнародним потенціалом для кіно, телебачення або цифрових платформ.
Підтримку можуть отримати наступні проєкти:
- Художні фільми, анімація та документальні фільми мінімальною тривалістю 60 хвилин, які заплановані для виходу в кінотеатрах;
- Художні проєкти (разові чи серійні) загальною тривалістю не менше 90 хвилин, анімація (разова або серіал) загальною тривалістю не менше 24 хвилин та документальні фільми (разові чи серійні) загальною тривалістю мінімум 50 хвилин, призначені переважно для телебачення;
- Художньо-фантастичні проєкти загальної тривалістю не менше 90 хвилин, анімація не менше 24 хвилин та документальні фільми загальною тривалістю не менше 50 хвилин, призначені для використання на цифрових платформах. Для проєктів, які займаються розробкою нелінійних форматів (наприклад, віртуальною реальністю), ця тривалість не є актуальною.
- Цифрові платформи стосуються таких типів проєктів: анімація, документальні фільми та художні проєкти, призначені для декількох екранних пристроїв, інтерактивні проєкти, лінійні та нелінійні вебсеріали та наративні проєкти віртуальної реальності.

Розмір підтримки:
- 60 тис.євро на анімаційний фільм
- 25 тис.євро на документальний фільм
- 50 тис.євро на художній фільм із загальним бюджетом більше 1,5 млн. євро
- 30 тис.євро на художній фільм із загальним бюджетом менше 1,5 млн. євро

### Виробництво аудіовізуальної продукції— пакет проєктів[20]
Підтримку можуть отримати європейські незалежні компанії, які працюють з виробництвом аудіовізуального контенту та прагнуть створити 3-5 художніх, анімаційних чи документальних проєктів з міжнародним потенціалом.
Проєкти повинні бути призначені для показу в кінотеатрах, для телевізійного мовлення або комерційного використання на цифрових платформах (в тому числі для використання в проєктах віртуальної реальності).
За цим конкурсом підтримуються розробка наступних робіт:
- Художні, анімаційні та документальні фільми мінімальною тривалістю 60 хвилин, які заплановані до виходу у прокат;
- Художні проєкти (разові у форматі серіалу) загальною тривалістю не менше 90 хвилин, анімаційні роботи (разова або у форматі серіалу) загальною тривалістю не менше 24 хвилини та документальні фільми (разові або у форматі серіалу) загальною тривалістю мінімум 50 хвилин, котрі призначені для показу на телебаченні;
- Художні проєкти загальною тривалістю не менше 90 хвилин, анімаційні роботи загальною тривалістю не менше 24 хвилини та документальні фільми загальною тривалістю мінімум 50 хвилин, котрі заплановані для використання на діджитал-платформах. Для проєктів, які використовують нелінійний формат користувацького досвіду (наприклад, віртуальна реальність) мінімальна тривалість роботи не вказується. Діджитал-платформи, на яких будуть показані вище зазначені роботи, мають бути призначені для мультиекранних пристроїв, інтерактивних проєктів, лінійних та нелінійних вебсерій та наративних проєктів віртуальної реальності.

Розмір підтримки:
Заявник може запросити 50-80 % від загального бюджету проєкту (відповідно, 50-20 % потрібно буде дофінансувати із власних коштів), що становить від 10 до 200 тисяч євро в залежності від характеру фінансування.

### Дистрибуція: схема відбору[21]
Метою цього конкурсу є заохочення та підтримка ширшого розповсюдження нових міжнародних європейських фільмів. Він покликаний заохочувати торгових агентів та кінопрокатні дистрибуційні компанії інвестувати в просування та широке розповсюдження недержавних європейських фільмів. Конкурс заохочує розвиток зв'язків між виробниками кінопродукції та дистриб'юторами, покращуючи конкурентну позицію недержавних європейських фільмів та конкурентоспроможність європейських компаній.
Розмір підтримки:
Заявник може запросити 25-50 % від загального бюджету проєкту (відповідно, 75-50 % потрібно буде дофінансувати із власних коштів). Максимальний бюджет проєкту розраховується наступним чином:
- 150 000 євро для дистриб'юторів у Франції, Німеччині, Італії, Іспанії та Великої Британії
- 60 000 євро для дистриб'юторів в Австрії, Бельгії, Нідерландах та Польщі
- 30 000 євро для дистриб'юторів у Чехії, Данії, Фінляндії, Греції, Угорщині та Португалії
- 10 000 євро для дистриб'юторів на всіх інших територіях.

### Дистрибуція: торгові агенти[22]
Цей конкурс дозволяє торговим агентам отримати фінансування на просування європейського кіно, ґрунтуючись на їхніх показниках з продажу недержавних європейських фільмів у кваліфікаційний період.
Схема працює у два етапи:
- Потенційний фонд розраховується відповідно до результатів міжнародних продажів компанії на європейському ринку з 2014 по 2018 рік. Потім цей фонд може бути реінвестований у двох напрямках:
- мінімальні гарантії або аванси, виплачені за міжнародні права продажу на нові європейські міжнародні фільми;
- просування, маркетинг та реклама нових недержавних європейських фільмів.

Розмір підтримки:
Заявник може запросити до 60 % від загального бюджету проєкту (відповідно, 40 % потрібно буде дофінансувати із власних коштів), що може становити до 20 тис. євро.

### Дистрибуція: автоматична схема[23]
Підтримка надається європейським кінопрокатним компаніям, які можуть заохотити та підтримати широке транснаціональне розповсюдження нових європейських фільмів. Підтримка надається шляхом надання коштів дистриб'юторам, виходячи з їхньої продуктивності на ринку, для подальшого реінвестування у просування та розповсюдження (включаючи он-лайн) нових міжнародних європейських фільмів.
Цей конкурс спрямований на заохочення розвитку зв'язків між виробниками кінопродукції та дистриб'юторами, покращуючи таким чином конкурентну позицію недержавних європейських фільмів та конкурентоспроможність європейських компаній.

### Промоція онлайн дистрибуції[24]
Цей конкурс підтримує цифрове розповсюдження європейських аудіовізуальних творів для широкої міжнародної аудиторії, включаючи проєкти, які експериментують з новими моделями дистрибуції.
Заявки на цей конкурс можна подати на одну або на кілька з наступних Опцій:
- Опція 1: Підтримка діяльності з промо, маркетингу та брендингу існуючих послуг відео онлайн-платформ (Video on Demand, VoD);
- Опція 2: Співпраця серед європейських відео онлайн-платформ (Video on Demand, VoD) ;
- Опція 3: Підтримка проєктів, які демонструють інноваційні стратегії розповсюдження та просування європейських аудіовізуальних творів, включаючи проєкти із інноваційними стратегіями для розвитку та залучення аудиторії.

Розмір підтримки:
Заявник може запросити до 40 % від загального бюджету проєкту для Опції 1 та до 60 % для Опцій 2 та 3 (відповідно, 60 % або 40 % потрібно буде дофінансувати із власних коштів) і співфінансування може досягати 750 тис.євро.

### Кіномережі[25]
За цим конкурсом надається підтримка мереж кінотеатрів задля активізації програмування та популяризації європейських фільмів з особливим акцентом на недержавні європейські роботи.
Кіномережі мають займатись наступними активностями:
- організовувати заходи з нетворкінгу для поширення інформації та налагодження комунікації;
- надавати фінансову підтримку членам мережі, якщо їх діяльність спрямована на:

-організацію промоції європейських фільмів;
-організацію навчальних заходів задля підвищення обізнаності серед молодих кіноманів;
-промоцію та маркетингові активності у співпраці з іншими дистрибуційними платформами.
Тривалість проєкту може становити максимум 12 місяців в період з 1 січня по 31 грудня 2021 року та мають проходити лише у країнах-учасницях підпрограми «Медіа».
Розмір підтримки:
Заявник може запросити до 50 % від загального бюджету проєкту (відповідно, 50 % потрібно буде дофінансувати із власних коштів). Для членів мережі гранти присуджуються від 15 000 до 45 000 євро.

### Телевізійні проєкти[26]
Виробництво та розповсюдження європейських телевізійних програм з можливістю розповсюдження його як в на території Європейського Союзу, так і за його межами.
Запропоновані ТВ-проєкти мають мати:
- Високу мистецьку цінність та широкий потенціал міжнародного розповсюдження серед європейської та міжнародної аудиторії;
- Посилене співробітництво між партнерами із різних країн «Креативної Європи» учасниць підпрограми «Медіа»;
- Використовувати інноваційні підходи до підготовки контенту та фінансування;
- Показати посилене співробітництво та розповсюдження резонансних європейських телевізійних драматичних серіалів.

Роботи можуть бути у наступних жанрах: документалістика, драма, анімація.
Розмір підтримки:
- На художні або анімаційні роботи можна подати заявку до 12,5 % загального бюджету, що має становити до 500 000 євро;
- Документальні фільми можуть подати заявку на суму до 20 %, що має становити до 300 000 євро.

## Участь України

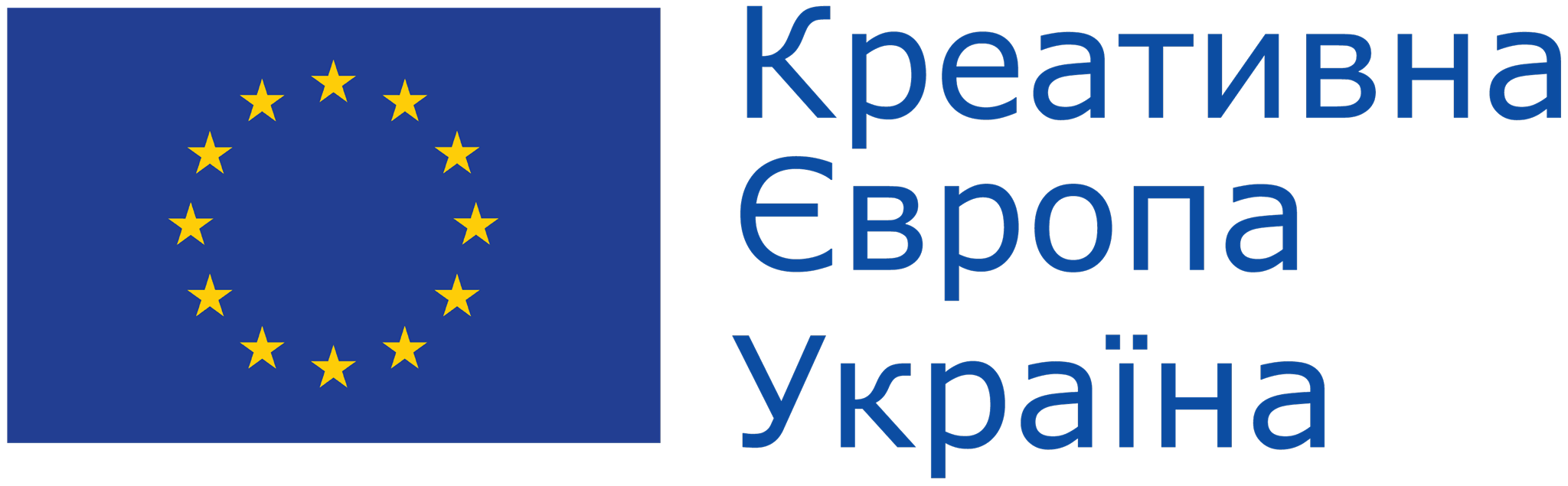
Логотип Національного бюро програми Європейського Союзу «Креативна Європа» в Україні

Україна долучається до програми «Креативна Європа» у 2016 році. Відповідну Угоду між Урядом України та Європейською Комісією підписано 19 листопада 2015 року. На думку міністра культури України В. Кириленка, «Приєднання до програми „Креативна Європа“ дасть змогу Україні претендувати на грантові ресурси з фонду у півтора мільярда євро та фінансувати спільні з європейськими партнерами культурні, мистецькі, пам'яткоохоронні та інші проєкти»

## Успішні українські проєкти[29]

### Підпрограма «Культура»

#### Конкурс «Проєкти міжнародної співпраці»

##### 2019 рік
- European Design Upgrade: Transnational Capacity Building (Фонд Василя Хмельницького K.Fund)[30]
- European Roma Theater — Contemporary Cultural Heritage Shapes Our Future (Національно-культурне об'єднання «Амала»)[31]
- Music Bridge Art Project that overarch countries and connects the several nationalities and communities (ГО «Pro Cultura Subcarpathica»)[32]
- Birth Cultures: a Journey through European History and Traditions around Birth and Maternity (Харківська регіональна НДО «Центр гендерної культури»)
- Arts, Rediscovery, Traditions, Eclectic, Contemporary, Heritage (ГО «Архікідз»)[33]
- Birth Cultures: a Journey through European History and Traditions around Birth and Maternity
- Crafting Europe (Реміснича Палата України)[34]

##### 2018 рік
- Emergence From shared experience to new creativity: Living Heritage/Reframing Memory (ІЗОЛЯЦІЯ. Платформа культурних ініціатив)[35]
- Tbilisi Architecture Biennial — Buildings are Not Enough (ГО"МістоДія")[36]

##### 2017 рік
- Арт-резиденція «Територія натхнення» (ГО «Тустань»)[37]
- Фестиваль Brave Kids (Жіноча благодійна організація «Наші Візії»)[38]
- Культурна лабораторія «Colab Quarter» (ГО"МістоДія")[39]
- Проєкт «Polyphony» (Музей Івана Гончара)[40]

#### Конкурс «Художні переклади»
- Видавництво «Астролябія», 2017[41][42]

### Підпрограма «Медіа»

#### Конкурс «Кінофестивалі»
- Кінофестиваль «Молодість», 2019[43]

## Керівники
червень 2016 — лютий 2017 — Вікирчак Ірина
лютий 2017 — по сьогодні — Юлія Федів

## Міжнародна конференція— шоукейс «Культурні відносини України та ЄС: перші досягнення»[45]
14 грудня 2017 року відбулась міжнародна конференція — шоукейс «Культурні відносини України та ЄС: перші досягнення».
Дякуємо усім присутнім за активну участь та підтримку розвитку креативних і культурних галузей в Україні!
Учасниками міжнародної конференції «Культурні відносини Україна — ЄС: перші досягнення» стало майже 250 представників культурних, креативних та аудіовізуальних індустрій, громадських інституцій і проєктів, державних, муніципальних та локальних органів влади, EUNIC та країн-членів ЄС, ЕАСЕА. Серед поважних гостей — Міністр культури України Євген Нищук, директор програми ЄС «Креативна Європа» Катаріна Рідігер, голова Представництва ЄС в Україні Хьюго Мінгарелі, директор Ґете-інституту Беате Кьолер, голова Комітету Верховної Ради України з питань культури і духовності ВРУ Микола Княжицький, директори культурних інституцій країн-членів ЄС, представники іноземних дипломатичних представництв в Україні.
Під час конференції вдалось підвести підсумки та обговорити стратегію співпраці Україна — ЄС у розрізі культурних та креативних індустрій.
Кульмінацією конференції стала вистава «ЦеШО» від Владислава Троїцького.